# مرکزوار

مرکزوار هندسی یا گرانیگاه یک مثلث.

مرکزوار (به انگلیسی: Centroid) یا مرکز هندسی یا گرانیگاه در ریاضیات و فیزیک، به نقطه‌ای از یک شکل مسطح گفته می‌شود که میانگین مختصات تمام نقاطِ موجود در شکل است. به عبارتی، نقطه‌ای است که یک شکل می‌تواند تعادل خود را برروی نوک یک سوزن، در آن مکان حفظ نماید. در مورد مثلث، این نقطه محل تلاقی سه میانه است.
این تعریف برای هر شیء در فضای n بُعدی، بدین شکل گسترش می‌یابد: مرکزوار آن، میانگین مختصات کلیه نقاط در تمام جهات سیستم مختصات است.
در فیزیک، مرکز جرم مجموعه‌ای از ذرات، میانگین وزن‌دار مکان‌های آن ذرات است. اگر جسم فیزیکی دارای چگالی یکنواخت باشد، آنگاه مرکز جرم آن با مرکزوار آن شکل یکی خواهد بود. در حالی که در هندسه اصطلاح «مرکز سنگینی سراسری» مترادف با مرکزوار یک شکل دو بعدی‌است، در اخترشناسی و اخترفیزیک، «مرکز سنگینی سراسری» مرکز گرانیگاه دو جرم (یا بیشتر) است که در حال چرخش به دور یکدیگرند.